# Татлембетово
Татлембе́тово  (баш. Тәтлембәт) — деревня в Учалинском районе Республики Башкортостан Российской Федерации. Входит в состав Мансуровского сельсовета. 

## География
Расстояние до:
- районного центра (Учалы): 58 км,
- ближайшей железнодорожной станции (Курамино): 28 км.

## Население
| 2002 | 2009 | 2010 |
| ---- | ---- | ---- |
| 31   | ↘26  | ↘22  |

Национальный состав
Согласно переписи 2002 года, преобладающая национальность — башкиры (100 %).